# یواس‌اس ویوکا (اس‌پی-۲۵۰)
یواس‌اس ویوکا (اس‌پی-۲۵۰) (به انگلیسی: USS Wiwoka (SP-250)) یک کشتی بود که طول آن ۶۲ فوت (۱۹ متر) بود. این کشتی در سال ۱۹۱۲ ساخته شد.